# Homme de Bocksten
L'homme de Bocksten est la momie d'un homme vivant au Moyen Âge qui a été trouvé dans une tourbière en Varberg (Suède). C'est l'une des découvertes humaines les mieux préservées en Europe pour cette époque. Il est exposé au Länsmuseet Varberg.

## Découverte
Bocksten est le nom d'une ferme établie dans les années 1880 près de la tourbière dans laquelle la momie a été découverte. La momie a été découverte par Albert Johansson le 22 juin 1936 alors qu'il récoltait de la tourbe.

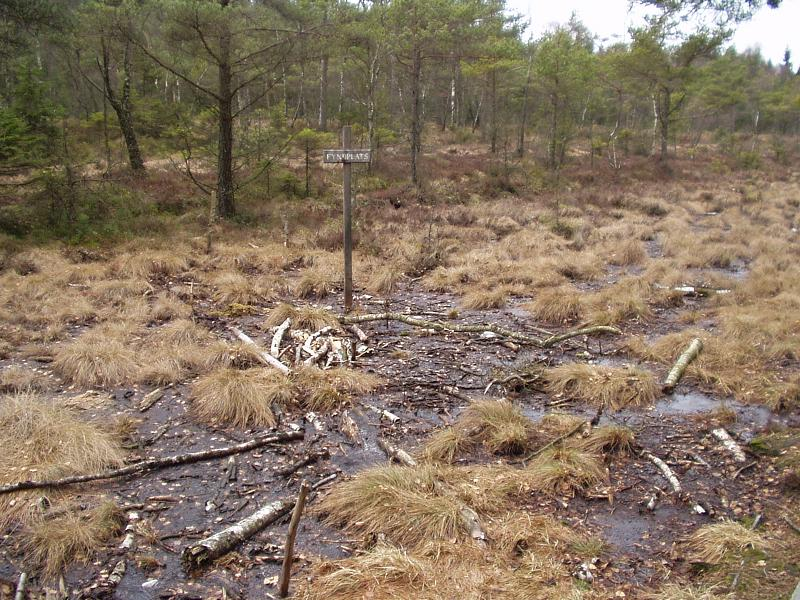
La tourbière de Bocksten.

## Datation
Il est généralement considéré que l'homme de Bocksten a vécu au cours du XIVe siècle. Cette datation est basée sur ses vêtements et notamment sur les caractéristiques de sa capuche.
Pour Albert Sandklef, l'homme de Bocksten est mort dans les années 1360. Margareta Nockert propose quant à elle les années 1330. Owe Wennerholm fait remarquer que le type de capuche a été en usage entre les années 1250 et 1520 et fait l'hypothèse que l'homme de Bocksten pourrait être Simon Gudmundi, un prêtre mort en 1491. À la fin des années 1980, un échantillon de vêtement a été daté par le radiocarbone entre 1290 et 1430 avec un intervalle de confiance à 95 %. Ces résultats sont néanmoins incertains, les cadavres retrouvés dans les tourbières étant connus pour être difficiles à dater avec précision.

## Âge
En se basant sur la denture, Gunnar Johansson, spécialiste en odontologie médico-légale et à la tête de la faculté dentaire de l'institut Karolinska, a estimé que l'homme de Bocksten était âgé de 25 à 30 ans au moment de sa mort. Une étude du squelette menée par l'ostéologue Nils-Gustaf Gevall de l'université de Stockholm avance que l'individu a atteint un âge compris entre 35 et 40 ans,.

## Statut social
Au vu de ses vêtements et notamment de sa capuche (dont le type est habituellement porté par les classes aisées), il a été proposé que l'homme soit un collecteur d'impôts ou un recruteur de soldats. Mais ce type de capuche était également en usage au sein de l'église catholique romaine. Sur la base de ce dernier point et de la présence d'un pendentif en forme de bouclier, Owe Wennerholm a suggéré que l'individu ait pu appartenir à l'ordre du Saint-Esprit.